# 좀비 파이터
《좀비 파이터》는 2020년에 개봉한 대한민국의 영화이다.

## 캐스팅
주연
- 하준호 : 베인 역[1]
- 김단미 : 예지 역
- 전현경 : 사라 역

조연
- 김유진 : 유진 역
- 민성국 : 중계자 역
- 문현진 : 광견 역
- 권혁준 : 개장수 역
- 최우석 : 사냥개 역
- 신준영 : 제이슨 역
- 공재경 : 빅마마 역
- 박소윤 : 메두사 역
- 박종범 : 관리직 1 역
- 이보영 : 관리직 2 역
- 이재용 : 관리직 3 역
- 탁원태 : 어깨 1 역
- 송재혁 : 어깨 2 역
- 조민혁 : 어깨 3 역
- 이장윤 : 어깨 4 역
- 박민수 : 어깨 5 역
- 정구민 : 감염된 남자 역
- 최현종 : 사슬에 묶인 좀비 역

단역
- 이새별 : 개장수패 1 역
- 김선경 : 개장수패 2 역
- 채승우 : 개장수패 3-1역 / 헌터 1 역
- 박병진 : 개장수패 3-2역
- 김종범 : 헌터 2 역
- 구영완 : 경기장 관객 1 역
- 권가이 : 경기장 관객 2 역
- 권형준 : 경기장 관객 3 역
- 김민규 : 경기장 관객 4 역
- 김범수 : 경기장 관객 5 역
- 김별 : 경기장 관객 6 역
- 김지은 : 경기장 관객 7 역
- 김지인 : 경기장 관객 8 역
- 문승태 : 경기장 관객 9 역
- 민현석 : 경기장 관객 10 역
- 박덕호 : 경기장 관객 11 역
- 박병진 : 경기장 관객 12 역
- 서예원 : 경기장 관객 13 역
- 서유리 : 경기장 관객 14 역
- 우화정 : 경기장 관객 15 역
- 원제형 : 경기장 관객 16 역
- 이영희 : 경기장 관객 17 역
- 이지현 : 경기장 관객 18 역
- 전영인 : 경기장 관객 19 역
- 전재우 : 경기장 관객 20 역
- 진은영 : 경기장 관객 21 역
- 채지수 : 경기장 관객 22 역
- 김태형 : 경기장 관객 23 역
- 함준식 : 경기장 관객 24 역
- 허민호 : 경기장 관객 25 역
- 김현철 : 경기장 관객 26 역
- 혼정표 : 경기장 관객 27 역
- 신현홍 : 경기장 관객 28 역
- 이진성 : 경기장 관객 29 역
- 구윤상 : 헌터 3 역
- 홍성호 : 헌터 4 역
- 박세일 : 헌터 5 역
- 이용훈 : 헌터 6 역
- 이민현 : 헌터 7 역
- 전상우 : 좀비 1 역
- 허준호 : 좀비 2 역
- 문우빈 : 좀비 3 역
- 김동준이[2]: 좀비 4 역
- 최현우 : 좀비 5 역

특별 출연
- 장연윤 : 좀비 엄마 역[3]
- 민기 : 경기장 관객 30 역[4]
- 이훈세 : 기자 역[5]

## 수상 목록
- 2019년 제5회 서울웹페스트영화제 수상 베스트 SF (임지환), 후보 베스트 서스펜스 스릴러
- 2019년 제23회 부천국제판타스틱영화제 후보 코리아 판타스틱 : 장편경쟁